# René Panhard
Louis François René Panhard (27. května 1841, Paříž – 16. července 1908, La Bourboule (Dept. Puy-de-Dôme)) byl francouzský mechanik, konstruktér a obchodník, průkopník automobilismu.
Po ukončení studia na pařížské École Centrale jej zaměstnal Jean-Louis Périn ve své firmě vyrábějící dřevoobráběcí stroje. Panhard jako úspěšný finančník a obchodník společně se svým kolegou, konstruktérem Levassorem postupně celou jeho firmu převzal. Část firmy později přejmenovaná na Panhard & Levassor vyrobila v roce 1890 svůj první automobil. Po jeho smrtí vedl firmu až do roku 1941 jeho syn Hippolyte Panhard a poté synovec Paul Panhard.
Panhard byl také od roku 1870 až do své smrti starostou města Thiais v departementu Val-de-Marne.. V roce 1878 získal hodnost rytíře, v roce 1906 důstojníka Řádu čestné legie. Pohřben je na hřbitově Père-Lachaise.